# Sottrast
Sottrast (Turdus nigrescens) är en fågel i familjen trastar inom ordningen tättingar.

## Utseende
Sottrasten är som namnet avslöjar en mycket mörkt färgad trast. Fjäderdräkten är helsvart, med vitt öga och gul ögonring. även näbben är gul, liksom benen. Honan är brumare.

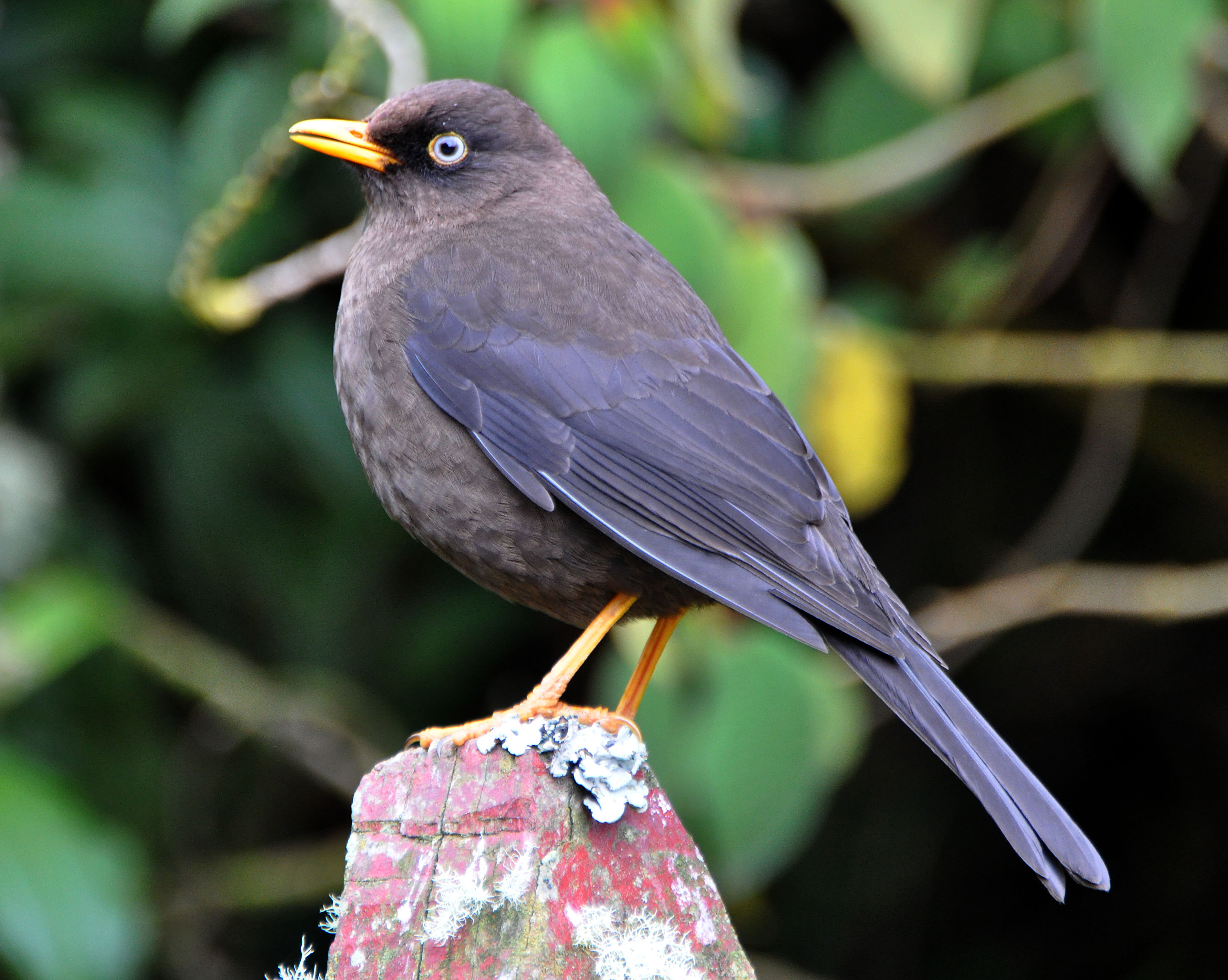

## Utbredning och systematik
Fågeln förekommer i bergstrakter i Costa Rica och västra Panama (västligaste Chiriquí). Den behandlas som monotypisk, det vill säga att den inte delas in i några underarter.

## Levnadssätt
Sottrasten hittas i bergstrakter, vanligen ovan 2200 meters höjd. Den ses enstaka eller i par, ofta i det öppna där den synligt hoppar runt på marken, men även inne i skogsbryn.

## Status
Sottrasten har ett rätt litet utbredningsområde. Beståndet tros dock vara stabilt. IUCN kategoriserar arten som livskraftig.  Världspopilationen uppskattas till i storleksordningen 20 000 till 50 000 vuxna individer.